# Segretario dell'interno degli Stati Uniti d'America
Il Segretario dell'interno degli Stati Uniti d'America (in inglese United States Secretary of the Interior) è un membro del gabinetto del Presidente degli Stati Uniti d'America e il capo del Dipartimento dell'interno che si occupa della tutela del territorio e delle risorse naturali degli Stati Uniti d'America. Il Segretario dell'interno è ottavo nella linea di successione presidenziale degli Stati Uniti.
Il Segretario dell'interno in carica nella seconda presidenza di Donald Trump è Doug Burgum.

## Lista dei Segretari degli Interni
| N° | Immagine           | Nome                                      | Stato di Residenza   | Partito      | Inizio mandato    | Fine mandato      | Presidente | Presidente              |
| -- | ------------------ | ----------------------------------------- | -------------------- | ------------ | ----------------- | ----------------- | ---------- | ----------------------- |
| 1  |                    | Thomas Ewing                              | Ohio                 | Whig         | 8 marzo 1849      | 22 luglio 1850    |            | Zachary Taylor          |
| 1  | Millard Fillmore   | Thomas Ewing                              | Ohio                 | Whig         | 8 marzo 1849      | 22 luglio 1850    |            |                         |
| 2  |                    | Thomas McKean Thompson McKennan           | Pennsylvania         | Whig         | 15 agosto 1850    | 26 agosto 1850    |            |                         |
| 3  |                    | Alexander Hugh Holmes Stuart              | Virginia             | Whig         | 14 settembre 1850 | 7 marzo 1853      |            |                         |
| 4  |                    | Robert McClelland                         | Michigan             | Democratico  | 8 marzo 1853      | 9 marzo 1857      |            | Franklin Pierce         |
| 5  |                    | Jacob Thompson                            | Mississippi          | Democratico  | 10 marzo 1857     | 8 gennaio 1861    |            | James Buchanan          |
| 6  |                    | Caleb Blood Smith                         | Indiana              | Repubblicano | 5 marzo 1861      | 31 dicembre 1862  |            | Abraham Lincoln         |
| 7  |                    | John Palmer Usher                         | Indiana              | Repubblicano | 1º gennaio 1863   | 15 maggio 1865    |            | Abraham Lincoln         |
| 8  |                    | James Harlan                              | Iowa                 | Repubblicano | 16 maggio 1865    | 31 agosto 1866    |            | Andrew Johnson          |
| 9  |                    | Orville Hickman Browning                  | Illinois             | Repubblicano | 1º settembre 1866 | 4 marzo 1869      |            | Andrew Johnson          |
| 10 |                    | Jacob Dolson Cox                          | Ohio                 | Repubblicano | 5 marzo 1869      | 31 ottobre 1870   |            | Ulysses S. Grant        |
| 11 |                    | Columbus Delano                           | Ohio                 | Repubblicano | 1º novembre 1870  | 30 settembre 1875 |            | Ulysses S. Grant        |
| 12 |                    | Zachariah Chandler                        | Michigan             | Repubblicano | 19 ottobre 1875   | 11 marzo 1877     |            | Ulysses S. Grant        |
| 13 |                    | Carl Schurz                               | Missouri             | Repubblicano | 12 marzo 1877     | 7 marzo 1881      |            | Rutherford B. Hayes     |
| 14 |                    | Samuel J. Kirkwood                        | Iowa                 | Repubblicano | 8 marzo 1881      | 17 aprile 1882    |            | James A. Garfield       |
| 14 | Chester A. Arthur  | Samuel J. Kirkwood                        | Iowa                 | Repubblicano | 8 marzo 1881      | 17 aprile 1882    |            |                         |
| 15 |                    | Henry Moore Teller                        | Colorado             | Repubblicano | 18 aprile 1882    | 3 marzo 1885      |            |                         |
| 16 |                    | Lucius Q.C. Lamar                         | Mississippi          | Democratico  | 6 marzo 1885      | 10 gennaio 1888   |            | Grover Cleveland        |
| 17 |                    | William Freeman Vilas                     | Wisconsin            | Democratico  | 16 gennaio 1888   | 6 marzo 1889      |            | Grover Cleveland        |
| 18 |                    | John Willock Noble                        | Missouri             | Repubblicano | 7 marzo 1889      | 6 marzo 1893      |            | Benjamin Harrison       |
| 19 |                    | M. Hoke Smith                             | Georgia              | Democratico  | 7 marzo 1893      | 1º settembre 1896 |            | Grover Cleveland        |
| 20 |                    | David Rowland Francis                     | Missouri             | Democratico  | 3 settembre 1896  | 5 marzo 1897      |            | Grover Cleveland        |
| 21 |                    | Cornelius Newton Bliss                    | New York             | Repubblicano | 6 marzo 1897      | 19 febbraio 1899  |            | William McKinley        |
| 22 |                    | Ethan Allen Hitchcock                     | Alabama              | Repubblicano | 20 febbraio 1899  | 4 marzo 1907      |            | William McKinley        |
| 22 | Theodore Roosevelt | Ethan Allen Hitchcock                     | Alabama              | Repubblicano | 20 febbraio 1899  | 4 marzo 1907      |            |                         |
| 23 |                    | James Rudolph Garfield                    | Ohio                 | Repubblicano | 5 marzo 1907      | 5 marzo 1909      |            |                         |
| 24 |                    | Richard Achilles Ballinger                | Washington           | Repubblicano | 6 marzo 1909      | 12 marzo 1911     |            | William Howard Taft     |
| 25 |                    | Walter Lowrie Fisher                      | Virginia Occidentale | Repubblicano | 13 marzo 1911     | 5 marzo 1913      |            | William Howard Taft     |
| 26 |                    | Franklin Knight Lane                      | California           | Democratico  | 6 marzo 1913      | 29 febbraio 1920  |            | Woodrow Wilson          |
| -  |                    | Alexander T. Vogelsang (facente funzioni) | California           | -            | 29 febbraio 1920  | 13 marzo 1920     |            | Woodrow Wilson          |
| 27 |                    | John Barton Payne                         | Illinois             | Democratico  | 15 marzo 1920     | 4 marzo 1921      |            | Woodrow Wilson          |
| 28 |                    | Albert Bacon Fall                         | Nuovo Messico        | Repubblicano | 5 marzo 1921      | 4 marzo 1923      |            | Warren Gamaliel Harding |
| 29 |                    | Hubert Work                               | Colorado             | Repubblicano | 5 marzo 1923      | 24 luglio 1928    |            | Warren Gamaliel Harding |
| 29 | Calvin Coolidge    | Hubert Work                               | Colorado             | Repubblicano | 5 marzo 1923      | 24 luglio 1928    |            |                         |
| 30 |                    | Roy Owen West                             | Illinois             | Repubblicano | 25 luglio 1928    | 4 marzo 1929      |            |                         |
| 31 |                    | Ray Lyman Wilbur                          | California           | Repubblicano | 5 marzo 1929      | 4 marzo 1933      |            | Herbert Hoover          |
| 32 |                    | Harold LeClair Ickes                      | Illinois             | Democratico  | 4 marzo 1933      | 15 febbraio 1946  |            | Franklin D. Roosevelt   |
| 32 | Harry S. Truman    | Harold LeClair Ickes                      | Illinois             | Democratico  | 4 marzo 1933      | 15 febbraio 1946  |            |                         |
| -  |                    | Oscar L. Chapman (facente funzioni)       | Colorado             | -            | 15 febbraio 1946  | 18 marzo 1946     |            |                         |
| 33 |                    | Julius Albert Krug                        | Wisconsin            | Democratico  | 18 marzo 1946     | 1º dicembre 1949  |            |                         |
| 34 |                    | Oscar Littleton Chapman                   | Colorado             | Democratico  | 2 dicembre 1949   | 20 gennaio 1953   |            |                         |
| 35 |                    | Douglas McKay                             | Oregon               | Repubblicano | 21 gennaio 1953   | 15 aprile 1956    |            | Dwight D. Eisenhower    |
| -  |                    | Clarence A. Davis (facente funzioni)      | Nebraska             | -            | 15 aprile 1956    | 8 giugno 1956     |            | Dwight D. Eisenhower    |
| 36 |                    | Fred Andrew Seaton                        | Nebraska             | Repubblicano | 8 giugno 1956     | 20 gennaio 1961   |            | Dwight D. Eisenhower    |
| 37 |                    | Stewart Udall                             | Arizona              | Democratico  | 21 gennaio 1961   | 20 gennaio 1969   |            | John F. Kennedy         |
| 37 | Lyndon Johnson     | Stewart Udall                             | Arizona              | Democratico  | 21 gennaio 1961   | 20 gennaio 1969   |            |                         |
| 38 |                    | Wally Hickel                              | Alaska               | Repubblicano | 24 gennaio 1969   | 25 novembre 1970  |            | Richard Nixon           |
| -  |                    | Fred J. Russell (facente funzioni)        | California           | -            | 25 novembre 1970  | 29 gennaio 1971   |            | Richard Nixon           |
| 39 |                    | Rogers Clark Ballard Morton               | Maryland             | Repubblicano | 29 gennaio 1971   | 30 aprile 1975    |            | Richard Nixon           |
| 39 | Gerald Ford        | Rogers Clark Ballard Morton               | Maryland             | Repubblicano | 29 gennaio 1971   | 30 aprile 1975    |            |                         |
| -  |                    | D. Kent Frizzell (facente funzioni)       | Kansas               | -            | 30 aprile 1975    | 12 giugno 1975    |            |                         |
| 40 |                    | Stanley K. Hathaway                       | Wyoming              | Repubblicano | 12 giugno 1975    | 9 ottobre 1975    |            |                         |
| -  |                    | D. Kent Frizzell (facente funzioni)       | Kansas               | -            | 9 ottobre 1975    | 17 ottobre 1975   |            |                         |
| 41 |                    | Thomas S. Kleppe                          | Dakota del Nord      | Repubblicano | 17 ottobre 1975   | 20 gennaio 1977   |            |                         |
| -  |                    | Alfred G. Albert (facente funzioni)       |                      | -            | 20 gennaio 1977   | 23 gennaio 1977   |            | Jimmy Carter            |
| 42 |                    | Cecil D. Andrus                           | Idaho                | Democratico  | 23 gennaio 1977   | 20 gennaio 1981   |            | Jimmy Carter            |
| 43 |                    | James G. Watt                             | Wyoming              | Repubblicano | 23 gennaio 1981   | 8 novembre 1983   |            | Ronald Reagan           |
| -  |                    | J. J. Simonds III (facente funzioni)      | New Jersey           | -            | 8 novembre 1983   | 18 novembre 1983  |            | Ronald Reagan           |
| 44 |                    | William Patrick Clark                     | California           | Repubblicano | 18 novembre 1983  | 7 febbraio 1985   |            | Ronald Reagan           |
| 45 |                    | Donald Paul Hodel                         | Oregon               | Repubblicano | 8 febbraio 1985   | 20 gennaio 1989   |            | Ronald Reagan           |
| -  |                    | Earl E. Gjelde (facente funzioni)         | Virginia             | -            | 20 gennaio 1989   | 3 febbraio 1989   |            | George H. W. Bush       |
| 46 |                    | Manuel Lujan, Jr.                         | Nuovo Messico        | Repubblicano | 3 febbraio 1989   | 20 gennaio 1993   |            | George H. W. Bush       |
| 47 |                    | Bruce Babbitt                             | Arizona              | Democratico  | 22 gennaio 1993   | 2 gennaio 2001    |            | Bill Clinton            |
| -  |                    | Thomas N. Slonaker (facente funzioni)     | Arizona              | -            | 2 gennaio 2001    | 31 gennaio 2001   |            | Bill Clinton            |
| -  | George W. Bush     | Thomas N. Slonaker (facente funzioni)     | Arizona              | -            | 2 gennaio 2001    | 31 gennaio 2001   |            |                         |
| 48 |                    | Gale Norton                               | Colorado             | Repubblicano | 31 gennaio 2001   | 31 marzo 2006     |            |                         |
| -  |                    | Lynn Scarlett (facente funzioni)          | California           | -            | 1º aprile 2006    | 26 maggio 2006    |            |                         |
| 49 |                    | Dirk Kempthorne                           | Idaho                | Repubblicano | 29 maggio 2006    | 19 gennaio 2009   |            |                         |
| -  |                    | Lynn Scarlett (facente funzioni)          | California           | -            | 19 gennaio 2009   | 20 gennaio 2009   |            |                         |
| -  | Barack Obama       | Lynn Scarlett (facente funzioni)          | California           | -            | 19 gennaio 2009   | 20 gennaio 2009   |            |                         |
| 50 |                    | Ken Salazar                               | Colorado             | Democratico  | 20 gennaio 2009   | 12 aprile 2013    |            |                         |
| 51 |                    | Sally Jewell                              | Washington           | Democratico  | 12 aprile 2013    | 20 gennaio 2017   |            |                         |
| -  |                    | Kevin Haugrud (facente funzioni)          | -                    | -            | 20 gennaio 2017   | 1º marzo 2017     |            | Donald Trump            |
| 52 |                    | Ryan Zinke                                | Montana              | Repubblicano | 1º marzo 2017     | 2 gennaio 2019    |            | Donald Trump            |
| 53 |                    | David Bernhardt                           | Colorado             | Repubblicano | 2 gennaio 2019    | 11 aprile 2019    |            | Donald Trump            |
| 53 | 11 aprile 2019     | David Bernhardt                           | Colorado             | Repubblicano | 20 gennaio 2021   |                   |            | Donald Trump            |
| -  |                    | Scott de la Vega (facente funzioni)       | New York             | -            | 20 gennaio 2021   | 16 marzo 2021     |            | Joe Biden               |
| 54 |                    | Deb Haaland                               | Nuovo Messico        | Democratico  | 16 marzo 2021     | 20 gennaio 2025   |            | Joe Biden               |
| -  |                    | Walter Cruickshank (facente funzioni)     | -                    | -            | 20 gennaio 2025   | 1º febbraio 2025  |            | Donald Trump            |
| 55 |                    | Doug Burgum                               | Dakota del Nord      | Repubblicano | 1º febbraio 2025  | in carica         |            | Donald Trump            |